# 꽃송이가
〈꽃송이가〉는 대한민국의 인디 밴드 버스커 버스커의 노래이다. 버스커 버스커의 첫 정규 앨범인 버스커 버스커 1집의 수록곡으로 10번 트랙이다.

### 소개
좋아하는 여자의 마음이 열리는 모습을 '꽃송이'로 비유하여 상대에게 특별한 의미가 되기 위해 노력하는 남자의 모습을 경쾌하게 그린 곡. '이상하게 왠지 잘 될 것 같은 여자는 안 된다는 말이 없다'는 장범준의 생각을 바탕으로 했으며, '배드민턴 치자', '단대 호수 걷자'와 같이 소박하고도 귀여운 구애 방식을 엿볼 수 있다. '좋아좋아 하모니카 솔로'라고 외치는 장범준의 목소리 뒤에 이어지는 하모니카 연주가 인상적이다.

## 가사
배드민턴 치자고 꼬셔
커피 한 잔 하자고 불러
동네 한 번 걷자고 꼬셔
넌 한 번도 그래
안 된다는 말이 없었지
꽃송이가 꽃송이가
그래 그래 피었네
꽃송이가 꽃송이가
그 꽃 한 송이가
그래 그래 피었구나
거리에 사람들
수많은 사람들
그 길에 사람들
그래 나는 네게
얼마만큼 특별한 건지
그게 어려운 거야
그게 어려운 거라
그게 어려운 거야
맛있는 거 먹자고 꼬셔
영화 보러 가자고 불러
단대 호수 걷자고 꼬셔
넌 한 번도 그래
안 된다는 말이 없었지
꽃송이가 꽃송이가
그래 그래 피었네
꽃송이가 꽃송이가
그 꽃 한 송이가
그래 그래 피었구나
거리에 사람들
수많은 사람들
그 길에 사람들
그래 나는 네게
얼마만큼 특별한 건지
그게 어려운 거야
그게 어려운 거라
그게 어려운 거야
좋아 좋아 하모니카 솔로
꽃송이가 꽃송이가 꽃송이가
그래 그래 피었네
꽃송이가 꽃송이가
그 꽃 한 송이가
그래 그래 피었구나
거리에 사람들
수많은 사람들
그 길에 사람들
그래 나는 네게
얼마만큼 특별한 건지
그게 어려운 거야
그게 어려운 거라
그게 어려운 거야